# Andrena esakii
Andrena esakii är en biart som beskrevs av Hirashima 1957. Andrena esakii ingår i släktet sandbin, och familjen grävbin. Inga underarter finns listade i Catalogue of Life.